# Boffa
La Boffa è una razza di pollo originaria della provincia di Padova, a lungo considerata estinta ma di cui è recentemente iniziato un recupero a partire da capi rinvenuti in una regione del centro Italia.

## Origini
La gallina Boffa compare nella letteratura avicola attorno alla seconda metà del XIX secolo. I primi a nominarla sono gli appartenenti allo staff della rivista “Guida del Pollicultore”, in particolar modo il cav. Italo Mazzon, di Villafranca Padovana. Le peculiari caratteristiche fanno pensare che essa provenga dall'incrocio di razze ciuffate come la gallina di Polverara o la gallina padovana con polli del contado padovano, zona che in seguito ne rappresenterà la principale area di diffusione. Buona produttrice di carne e uova, venne più volte esibita alle principali esposizioni avicole d'Italia negli anni '30 del secolo scorso, e fu anche portata dal prof. Alessandro Ghigi all'esposizione internazionale del Crystal Palace a Londra del 1930.
Essa venne in seguito inserita nel novero delle razze che il Pollaio Provinciale di Padova decise di selezionare e migliorare, e quindi diffusa anche in altre regioni d'Italia, ma verso la fine degli anni '30 ne venne abbandonato l'allevamento a favore di quello della razza Livorno e dei suoi incroci con i ceppi Locali di razza Italiana autoctona. La Boffa finì dunque per cadere lentamente nell'oblio, e il suo patrimonio genetico venne progressivamente disperso dagli incroci con altre razze. Verso la fine del secolo scorso veniva ritenuta quindi estinta. Nel corso del 2009, però, è stato rintracciato in una regione del centro Italia un ceppo di polli con le caratteristiche dell'antica razza, allevato dai discendenti di un emigrante veneto. È dunque iniziato il recupero della razza e la verifica delle caratteristiche genetiche e produttive che la caratterizzano.

## Caratteristiche
La gallina Boffa deve il proprio nome alla presenza di barba e favoriti, che nel dialetto padovano vengono appunto indicati nel complesso col termine di “boffa”. È provvista di cresta semplice e bargigli poco sviluppati. Un tempo le colorazioni note erano la bianca, l'avana, la lionata; molti contadini del padovano ricordavano però anche le colorazioni nera, ardesia, sparviero. Attualmente il ceppo in recupero presenta colorazione lionata, anche se pare certa la presenza di un gene recessivo di diluizione della feomelanina e dell'eumelanina che provoca una livrea quasi bianca.
La Boffa presenta carattere tranquillo e tendenza alla cova; la produzione in uova è media, attestandosi attorno alle 150 all'anno. Buona la produzione di carne.

## Riproduzione
La gallina Boffa depone uova rosee o biancastre di circa 60 grammi di peso. Le femmine sono ottime chiocce. La schiusa delle uova, come negli altri polli, avviene dopo 21 giorni. I giovani impiegano diversi mesi (fino a 5-6) prima di arrivare a completa maturazione.